# Hitohiro Saitō

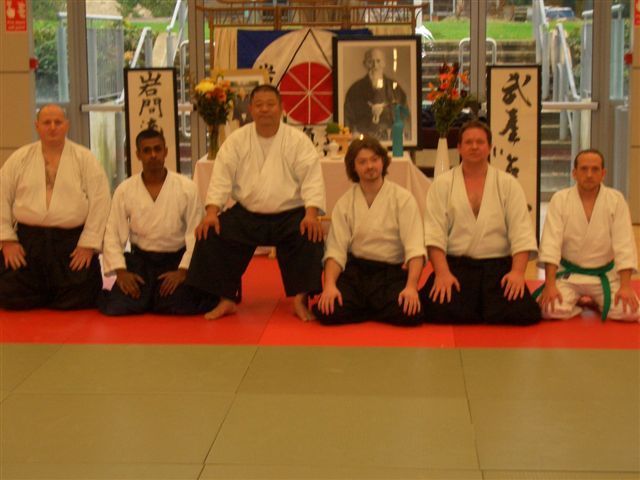
Hitohiro Saitō mit Schülern

Hitohiro Saitō (jap. 斎藤 仁弘, Saitō Hitohiro, * 12. Februar 1957) ist ein japanischer Aikidō-Lehrer.
Hitohiro Saitō hat lange Jahre seinen Vater Morihiro Saitō in der Leitung des Ibaraki -Dōjō in Iwama, Japan unterstützt. Bereits als Kind trainierte er unter Ueshiba Morihei Aikidō. Als junger Mann verbrachte er einige Zeit in Ōsaka, um den Beruf des Kochs zu erlernen. Dort begann er auch, sich für japanische Kalligraphie zu interessieren. 
Später kehrte er nach Iwama zurück und trainierte und unterrichtete von da an täglich an der Seite seines Vaters. Seit dem Tod von Morihiro Saitō im Jahr 2002 hat er dessen Aufgaben übernommen. Er legt besonderen Wert auf den Budō-Aspekt des Aikidō, d. h. auf die Effektivität und Präzision der Techniken, die er aus dem Kihon, der Grundform heraus unterrichtet. Die Formen aus der Bewegung, das ki no nagare, sieht er als Übung für Fortgeschrittene, nicht aber für Anfänger. Weiterhin orientiert sich Hitohiro Saitō stark an den spirituellen Vorstellungen Ueshiba Morihei, der ja Aikidō nicht als Wettkampfsport sah, sondern als misogi waza, als Reinigungsübung. Weiterhin teilt Hitohiro Saitō die Überzeugung seines Vaters, der Stab und Schwert immer als integralen Bestandteil des Aikidō verstand, aus deren Kenntnis heraus sich die waffenlosen Techniken (taijutsu) erschließen. Folglich besteht das tägliche Training in Iwama grundsätzlich aus einer Stunde Waffen und einer Stunde waffenlose Techniken.
Allerdings führten Streitigkeiten um die Nachfolge Morihiro Saitōs nach seinem Tod zu massiven Konflikten sowohl mit ehemaligen europäischen wie japanischen Schülern seines Vaters als auch mit dem Aikikai. Heute haben andere Lehrer das Ibaraki-Dōjō übernommen (u. a. Isoyama, Shigemi Inagaki Shihan), es steht nun unter der offiziellen Leitung von Dōshū Moriteru Ueshiba. In Europa haben Ulf Evenas und Paolo Corallini einen neuen Verband mit Anschluss an den Aikikai gegründet, der sich von Hitohiro Saitō distanziert. Hitohiro Saitō sah sich gezwungen, den Aikikai zu verlassen und hat einen neuen Verband namens Iwama Shinshin Aiki Shurenkai gegründet. Sein Aikidō nennt er Dento Iwama Ryū, was wörtlich „Traditioneller Iwama-Stil“ bedeutet. Hitohiro Saitō hat in Iwama sein eigenes Dōjō eröffnet, den Tanrenkan. Dort sind Aikidōka als Hausschüler (Uchi-Deshi) herzlich willkommen. Voraussetzung ist ein Jahr Training im Iwama Ryū und ein Empfehlungsschreiben eines Lehrers. 